# HSF System Cup
Der HSF System Cup ist eine Cyclocross-Rennserie in Tschechien, die früher als Budvar Cup oder Toi Toi Cup bekannt war. Von September bis Dezember werden in der Regel sieben Rennen an verschiedenen Orten des Landes ausgefahren, die zum internationalen Rennkalender des Radsport-Weltverbands UCI gehören. Je nach Platzierung erhalten die Teilnehmer Punkte, die der Ermittlung eines Gesamtsiegers dienen.

## Geschichte
Die Rennserie geht auf den nationalen Cyclocross-Pokal der Tschechoslowakei (Československý pohár v cyklokrosu) zurück, der erstmals 1969/1970 durchgeführt wurde; die erste Ausgabe gewann Jiří Murdych. Nach der Auflösung der Tschechoslowakei wurde er ab 1993 in Tschechien weitergeführt. Nach der Jahrtausendwende trug die Serie jeweils den Namen des Hauptsponsors; dies war von 2001 bis 2007 die Brauerei Budvar, dann bis Ende 2023 Toi Toi & Dixi Sanitärsysteme und seitdem das Bauunternehmen HSF System. Die lange Tradition der Veranstaltung wurde von den Veranstaltern wiederholt betont.
Der Cyclocross-Cup richtete sich lange Zeit hauptsächlich an heimische Fahrer, insbesondere wurden die nationalen Meisterschaften Anfang Januar in die Wertung einbezogen. Sie bildeten den Abschluss der Serie und zählten doppelt so viel wie die übrigen Rennen. Ausländische Fahrer beteiligten sich zwar regelmäßig an einzelnen Rennen, hatten aber durch den Modus keine Chance auf den Gesamtsieg. Die Rennen der Frauen, Junioren und andere Kategorien standen lange Zeit nicht im internationalen Kalender und wurden teils an separaten Orten ausgetragen. Dieser Modus erfuhr in der Saison 2016/2017 wichtige Änderungen: Die Meisterschaften zählen seitdem nicht mehr mit, die Serie endet somit im Dezember. Außerdem fahren die Frauen nunmehr in denselben Rennen wie Männer, während für Junioren weiterhin ein etwas anderer Rennkalender gilt. In der Saison 2023/2024 gewann mit dem Polen Marek Konwa erstmals ein ausländischer Fahrer die Gesamtwertung.
Die Zahl der Rennen schwankte im Laufe der Zeit zwischen sieben und neun pro Jahr. Die Liste der Veranstaltungsorte ist gelegentlichen Änderungen unterworfen, und ihre Reihenfolge wechselt jedes Jahr. Im November 2003 gab es zum bislang einzigen Mal ein Rennen im Ausland, und zwar in Kleinmachnow bei Berlin.

## Siegerliste
Die Gesamtsieger in der Elite seit der Saison 2001/2002 waren wie folgt:

### Männer
- 2001/2002:  Jiří Pospíšil
- 2002/2003:  Jiří Pospíšil
- 2003/2004:  Kamil Ausbuher
- 2004/2005:  Zdeněk Mlynář
- 2005/2006:  Petr Dlask
- 2006/2007:  Zdeněk Mlynář
- 2007/2008:  Zdeněk Mlynář
- 2008/2009:  Martin Bína
- 2009/2010:  Martin Bína
- 2010/2011:  David Kášek
- 2011/2012:  Vladimír Kyzivát
- 2012/2013:  Martin Bína
- 2013/2014:  Tomáš Paprstka
- 2014/2015:  Jakub Skála
- 2015/2016:  Tomáš Paprstka
- 2016/2017:  Tomáš Paprstka
- 2017/2018:  Tomáš Paprstka
- 2018/2019:  Jan Nesvadba
- 2019/2020:  Michael Boroš
- 2020/2021:  Michael Boroš
- 2021/2022:  Michael Boroš
- 2022/2023:  Šimon Vaníček
- 2023/2024:  Marek Konwa
- 2024/2025:  Marek Konwa

### Frauen
- 2001/2002:  Jindřiška Bejstová
- 2002/2003:  Barbora Bohatá
- 2003/2004:  Barbora Bohatá
- 2004/2005:  Barbora Bohatá
- 2005/2006:  Lucie Nováková
- 2006/2007:  Jana Kyptová
- 2007/2008:  Pavla Havlíková
- 2008/2009:  Pavla Havlíková
- 2009/2010:  Pavla Havlíková
- 2010/2011: unbekannt
- 2011/2012: unbekannt
- 2012/2013: unbekannt
- 2013/2014: unbekannt
- 2014/2015: unbekannt
- 2015/2016:  Jana Czeczinkarová
- 2016/2017:  Martina Mikulášková
- 2017/2018:  Pavla Havlíková
- 2018/2019:  Pavla Havlíková
- 2019/2020:  Tereza Vaníčková
- 2020/2021:  Karla Štěpánová
- 2021/2022:  Kristýna Zemanová
- 2022/2023:  Kateřina Douděrová
- 2023/2024:  Kristýna Zemanová
- 2024/2025:  Kristýna Zemanová

## Austragungsorte
Seit der Saison 2001/2002 fanden Läufe an den unten aufgeführten 24 Orten statt. Es sind nur die Rennen des internationalen Kalenders berücksichtigt, inklusive der nationalen Meisterschaften, soweit diese zur Serie gehörten.
| Ort                | von       | bis       | Anzahl | Link/Bemerkung  |
| ------------------ | --------- | --------- | ------ | --------------- |
| Mladá Boleslav     | 2001/2002 | 2024/2025 | 14     |                 |
| Louny              | 2001/2002 | 2015/2016 | 12     |                 |
| Podbořany          | 2001/2002 | 2009/2010 | 8      |                 |
| Tábor              | 2001/2002 | 2016/2017 | 5      | Cyklokros Tábor |
| Uničov             | 2001/2002 | 2024/2025 | 18     |                 |
| Pilsen             | 2001/2002 | 2008/2009 | 7      | Cyklokros Plzeň |
| Loštice            | 2001/2002 | 2014/2015 | 10     |                 |
| Hlinsko            | 2001/2002 | 2024/2025 | 22     |                 |
| Holé Vrchy         | 2002/2003 | 2023/2024 | 16     |                 |
| Brünn (Bystrc)     | 2002/2003 | 2002/2003 | 1      |                 |
| Česká Lípa         | 2003/2004 | 2008/2009 | 5      |                 |
| Kleinmachnow       | 2003/2004 | 2003/2004 | 1      |                 |
| Kosmonosy          | 2004/2005 | 2004/2005 | 1      |                 |
| Kolín              | 2005/2006 | 2024/2025 | 18     |                 |
| Mnichovo Hradiště  | 2005/2006 | 2011/2012 | 7      |                 |
| Stříbro            | 2009/2010 | 2012/2013 | 4      |                 |
| Kutná Hora         | 2010/2011 | 2013/2014 | 2      |                 |
| Milovice           | 2013/2014 | 2017/2018 | 4      |                 |
| Slaný              | 2013/2014 | 2022/2023 | 9      |                 |
| Jabkenice          | 2016/2017 | 2019/2020 | 4      |                 |
| Jičín              | 2018/2019 | 2023/2024 | 5      |                 |
| Rýmařov            | 2020/2021 | 2024/2025 | 5      |                 |
| Veselí nad Lužnicí | 2021/2022 | 2023/2024 | 3      |                 |
| Ostrau             | 2024/2025 | 2024/2025 | 1      |                 |